# 花由
株式会社花由（はなよし）は、徳島県徳島市東沖洲二丁目に本社を置くフラワーギフト販売を行っている企業。

## 概要
1968年（昭和43年）5月に創業。1978年（昭和53年）6月に設立。本社は徳島県の流通団地（徳島工業団地）であるマリンピア沖洲内に位置。徳島県と香川県にて展開しており、徳島県が西日本有数の花き生産地である利点を生かし、地元生産者と提携した直接仕入れを重点的に行っている。
1998年（平成10年）にオンラインショップを開店。2005年（平成17年）4月14日にリニューアルオープンした。同年4月19日に楽天店が開店。楽天市場において数々の賞を受賞。

## 沿革
- 1968年（昭和43年）5月 創業。
- 1978年（昭和53年）6月 設立。
- 1998年（平成10年） オンラインショップ開店。
- 2005年（平成17年）4月19日 楽天店開店。

## 主な受賞
- 楽天市場 2006年9月度花･園芸･エクステリア部門MVP月間受賞
- 楽天市場 2006年12月度第3週花･園芸･エクステリア部門週間MVP受賞
- 楽天市場 2006年12月度花･園芸･エクステリア部門月間MVP受賞
- 楽天市場 2008年9月度第3週花・園芸・エクステリア部門週間MVP受賞
- 楽天市場 2008年年間ランキング「花・ガーデン・DIY」部門2位入賞
- 楽天市場 Shop of the month 2008 12月受賞
- 楽天市場 2009年上半期ランキング「花・ガーデン・DIY」部門W入賞
- 楽天市場 2009年年間ランキング「花・ガーデン・DIY」部門W入賞
- 楽天市場 Shop of the month 2009 11月受賞
- 楽天市場 2009年12月第2週「花・ガーデン・DIY」部門週間MVP受賞
- 楽天市場 Shop of the month 2010 3月受賞
- 楽天市場 2010年上半期ランキング「花・ガーデン・DIY」部門トリプル入賞

## 現在の店舗
2019年7月現在

### 徳島県
- 本社（マリンピア店）（徳島市東沖洲二丁目41番地1）
- オンラインショップ（徳島市東沖洲二丁目41番地1）
- 徳島本町店（徳島市徳島本町三丁目5番地1）
- タクト店（徳島市南島田町三丁目55番地）
- イオンモール徳島店（徳島市南末広町4番1号）
- キョーエイ沖浜店（徳島市山城西四丁目29番地1）
- アオアヲナルトリゾート店（旧ルネッサンスリゾートナルト店）（鳴門市鳴門町土佐泊浦大毛16番地45）
- ルピア店（小松島市小松島町領田20番地-1F）
- 鴨島店（吉野川市鴨島町鴨島151-1）
- フジグラン石井店（名西郡石井町高川原字天神596番地1-1F）
- フジグラン北島店（板野郡北島町鯛浜字西ノ須174番地-1F）
- ゆめタウン徳島店（板野郡藍住町奥野字東中須88番地の1）
- 出荷センター

### 香川県
- 丸亀町グリーン店（高松市丸亀町7番地16）
- ゆめタウン高松店（高松市三条町608番地1）
- フジグラン丸亀店（丸亀市川西町南1280番地1）
- パルティ・フジ志度店（さぬき市志度2431番地1）
- イオンモール綾川店（綾歌郡綾川町萱原824番地1）
- 善通寺営業所

## 過去の店舗

### 徳島県
- アクティ店（徳島市紺屋町五丁目1番地4-1F）

### 香川県
- フジグラン十川店（高松市十川東町55番地1）

## 加盟団体
- フジテレビフラワーネット加盟店
- オンラインショップマスターズクラブ会員